# Niklas Dorsch
Niklas Bernd Dorsch (Lichtenfels, 15 gennaio 1998) è un calciatore tedesco, centrocampista dell'Heidenheim.

## Carriera

### Club
Cresciuto nel settore giovanile del Bayern Monaco, ha esordito in prima squadra il 28 aprile 2018 disputando l'incontro di Bundesliga vinto 4-1 contro l'Eintracht Francoforte, realizzando la rete del temporaneo 1-0. Nell'arco di due stagioni e mezzo, gioca principalmente con la seconda squadra in Regionalliga.
Il 1º luglio 2018 viene ceduto all'Heidenheim, formazione militante nella seconda serie tedesca. Dopo due stagioni trascorse nel campionato cadetto tedesco, si trasferisce ai belgi dello Gent, dove esordisce anche nelle competizioni europee. Nell'estate successiva fa ritorno in patria, firmando con l'Augusta.

### Nazionale
Dopo aver fatto la trafila delle nazionali giovanili tedesche dall'Under-15 all'Under-20, nel 2021 viene convocato dalla nazionale Under-21 per il campionato europeo di categoria, che al termine della rassegna vede vincere proprio la Germania.

## Statistiche

### Presenze e reti nei club
Statistiche aggiornate al 18 maggio 2024.
| Stagione                | Squadra                 | Campionato              | Campionato | Campionato | Coppe nazionali | Coppe nazionali | Coppe nazionali | Coppe continentali | Coppe continentali | Coppe continentali | Altre coppe | Altre coppe | Altre coppe | Totale | Totale |
| Stagione                | Squadra                 | Comp                    | Pres       | Reti       | Comp            | Pres            | Reti            | Comp               | Pres               | Reti               | Comp        | Pres        | Reti        | Pres   | Reti   |
| ----------------------- | ----------------------- | ----------------------- | ---------- | ---------- | --------------- | --------------- | --------------- | ------------------ | ------------------ | ------------------ | ----------- | ----------- | ----------- | ------ | ------ |
| mar.-mag. 2016          | Bayern Monaco II        | RL                      | 6          | 0          | -               | -               | -               | -                  | -                  | -                  | -           | -           | -           | 6      | 0      |
| 2016-2017               | Bayern Monaco II        | RL                      | 24         | 3          | -               | -               | -               | -                  | -                  | -                  | -           | -           | -           | 24     | 3      |
| 2017-2018               | Bayern Monaco II        | RL                      | 31         | 4          | -               | -               | -               | -                  | -                  | -                  | -           | -           | -           | 31     | 4      |
| Totale Bayern Monaco II | Totale Bayern Monaco II | Totale Bayern Monaco II | 61         | 7          |                 | -               | -               |                    | -                  | -                  |             | -           | -           | 61     | 7      |
| 2017-2018               | Bayern Monaco           | BL                      | 1          | 1          | CG              | 0               | 0               | UCL                | 0                  | 0                  | -           | -           | -           | 1      | 1      |
| 2018-2019               | Heidenheim              | 2L                      | 30         | 2          | CG              | 3               | 0               | -                  | -                  | -                  | -           | -           | -           | 33     | 2      |
| 2019-2020               | Heidenheim              | 2L                      | 32+2       | 1+0        | CG              | 2               | 0               | -                  | -                  | -                  | -           | -           | -           | 36     | 1      |
| Totale Heidenheim       | Totale Heidenheim       | Totale Heidenheim       | 65         | 3          |                 | 5               | 0               |                    | -                  | -                  |             | -           | -           | 69     | 3      |
| 2020-2021               | Gent                    | D1                      | 29+4       | 3+0        | CB              | 2               | 0               | UCL+UEL            | 3+5                | 1+0                | -           | -           | -           | 43     | 4      |
| 2021-2022               | Augusta                 | BL                      | 30         | 1          | CG              | 1               | 0               | -                  | -                  | -                  | -           | -           | -           | 31     | 1      |
| 2022-2023               | Augusta                 | BL                      | 11         | 0          | CG              | 0               | 0               | -                  | -                  | -                  | -           | -           | -           | 11     | 0      |
| 2023-2024               | Augusta                 | BL                      | 21         | 0          | CG              | 1               | 0               | -                  | -                  | -                  | -           | -           | -           | 22     | 0      |
| Totale carriera         | Totale carriera         | Totale carriera         | 221        | 15         |                 | 9               | 0               |                    | 8                  | 1                  |             | -           | -           | 238    | 16     |

## Palmarès

### Club

#### Competizioni nazionali
- Campionato tedesco: 1

Bayern Monaco: 2017-2018

### Nazionale
- Campionato d'Europa Under-21: 1

Ungheria-Slovenia 2021

### Individuale
- Squadra del torneo degli Europei Under-21: 1

Ungheria-Slovenia 2021